# لي كسيالو
لي شياولو (بالصينية: 李小璐) (والمعروفة أيضًا باسم جاكلين لي من مواليد 30 سبتمبر 1982) هي ممثلة ومغنية صينية. ولدت في عائلة أدبية حيث كان جدها عاملاً في استوديوهات أغسطس فيرست فيلم. وكان والداها ممثلين. ظهرت لأول مرة في مسلسل تلفزيوني في سن الثالثة. صعدت إلى الشهرة لأول مرة بفيلم الفتاة المرسلة عام 1998 الذي فاز بجوائز الحصان الذهبي السينمائي ومهرجان باريس السينمائي ومهرجان دوفيل السينمائي الآسيوي. في سن ال 17 كانت أصغر ممثلة تفوز بجائزة جولدن هورس لأفضل ممثلة. لقد تراجعت عن العامين التاليين ولكن في عام 2001 عادت إلى دائرة الضوء من خلال دورها في الدراما الشهيرة كل المصائب التي سببها الملاك.

## وصلات خارجية
- لي كسيالو على موقع IMDb (الإنجليزية)
- لي كسيالو على موقع أول موفي (الإنجليزية)
- لي كسيالو على موقع قاعدة بيانات الفيلم (الإنجليزية)
- لي كسيالو على موقع كينوبويسك (الروسية)